# 高栄丸
高栄丸（こうえいまる、旧字体：高榮丸）は、1934年に進水した高千穂商船・大同海運所属の貨物船。太平洋戦争中に日本海軍により機雷敷設艦として徴用され、各地の機雷敷設に従事して複数の潜水艦撃沈に貢献した可能性がある。終戦まで残存し、戦後も15年以上商業航路で活躍した。

## 建造
「高栄丸」は大同海運が太洋海運と共同設立した高千穂商船の最初の所有船として計画された。大同海運は、1930年（昭和5年）の設立当初、他社からの運航委託船と長期傭船の運用に特化した会社で、自社船を保有しない主義であった。しかし、自社船保有の必要を感じ、提携企業の太洋海運とともに子会社の高千穂商船を新設すると、政府の船舶改善助成施設による補助金を活用して実質的な自社船を建造することになった。
三菱造船長崎造船所で起工され、1933年（昭和8年）9月3日に進水して「高栄丸」と命名される。1934年（昭和9年）1月10日に竣工した。建造費用については第一次船舶改善助成施設による補助を受けており、本船と引き換えに解体見合い船として解体される古船は以下の通り。
| 解体見合い船名 | 船主         | 総トン    | 進水年 | 建造所                             | 脚注   | 備考     |
| -------------- | ------------ | --------- | ------ | ---------------------------------- | ------ | -------- |
| 洋仁丸         | 大華汽船     | 7,164トン | 1900年 | C. S. Swan & Hunter Ltd.(イギリス) | [ 10 ] |          |
| 八郎丸         | 日本合同工船 | 2,654トン | 1891年 | ブローム・ウント・フォス(ドイツ)   | [ 11 ] | [ 注 1 ] |
| 登久丸         | 東海汽船     | 5,092トン | 1902年 | サンダーランド造船会社(イギリス)   | [ 14 ] |          |

設計は、広海商事の貨物船「広隆丸」と同型の6,000総トン・1万載荷重量トン級の大型貨物船で、北米から日本への材木と穀類のばら積み輸送を主用途と想定していた。船体は船首楼・船橋楼・船尾楼を有する三島型であった。ディーゼルエンジン1基・スクリュー1軸により、航海速力13ノットを発揮した。同時期の日本の北米材輸入用貨物船には、関東大震災の復興需要が一段落して材木運賃が低下していることや欧州系船会社の高速貨物船投入に対応するため、高速化や船橋楼の拡張による船内容積拡大を図った船もあるが、「高栄丸」を含む広隆丸型5隻は従来型の仕様である。広隆丸型は堅固な構造で甲板への貨物積載に適していたことから、不定期船として経済性が高く好評で、その後も宇洋丸型貨物船、昭浦丸型貨物船、富士川丸型貨物船の略同型8隻を加えて総計13隻が船体の基本設計を同じとして建造されている。
船名は船主である高千穂商船の社名の頭文字「高」を冠したもので、第三次船舶改善助成施設を利用して1937年（昭和12年）進水の同社姉妹船も、同様に「高瑞丸」と命名されている。なお、後に合併で「高栄丸」の船主となった大同海運は、「高栄丸」が太平洋戦争を生き残って長寿を保ったことにあやかり、1949年（昭和24年）竣工の「高和丸」から1958年（昭和33年）竣工までの全ての所有船に「高」の頭文字で始まる船名を付けている。

## 運用
竣工した「高栄丸」は、大同海運の運航船として北米定期航路に配船された。同社同型2番船の「高瑞丸」、広海商事所有の同型船「広隆丸」、「広徳丸」、「広盛丸」もすべて大同海運の運航船として北米定期航路に投入されている。
太平洋戦争開戦が迫ると、「高栄丸」は日本海軍に特設敷設艦として徴用されることになり、1941年（昭和16年）8月15日に特設艦船籍に入った。船倉を機雷庫や兵員室とし、上甲板上には機雷を運搬・敷設するための軌条が敷かれ、船尾両舷に機雷を投下するための開口部が1箇所ずつ設けられた。武装は12cm砲4門と対空用機関銃のほか、機雷庫内に350個・整備用の格納所に200個など最大約700個の機雷を搭載可能であった。機雷の搭載力は大きかったが、正規敷設艦に比べると機雷の敷設軌条が2本（正規艦は4-6本）と少なく、機雷庫から上甲板への機雷搬出も商船時代のデリックを使用するため動揺時の作業が難しく、敷設能力は劣った。
戦時中の1943年（昭和18年）11月17日、船主の高千穂商船が大同海運に合併されたことに伴い、大同海運に移籍した。
特設敷設艦となった「高栄丸」は、防御用機雷堰の構築に従事した。特に太平洋戦争後半は海上交通路を保護するための対潜水艦用の機雷堰の構築に活躍しており、機雷敷設部隊である第18戦隊に所属して、海上護衛総司令部の下で作戦行動を行った。「高栄丸」が敷設に参加した機雷堰による戦果として、1944年（昭和19年）1-2月に黄海機雷堰（1943年5-6月敷設・機雷6000個）付近で行方不明となったアメリカ潜水艦「スコーピオン」、同年10月に同じく黄海機雷堰付近で行方不明となった同「エスカラー」、1945年（昭和20年）1月に沖縄近海の支那東海第4機雷礁（1944年6月19-20日敷設・機雷1650個）付近で行方不明となった同「ソードフィッシュ」、同年3月20日頃に屋久島南方の支那東海第6機雷礁（1945年2月27日敷設・機雷1000個）付近で行方不明となった同「ケート」をそれぞれ撃沈した可能性があるが、水上艦艇や潜水艦が撃沈した可能性もあり明確ではない。そのほか後記のとおり、ソ連潜水艦「L-19」を撃沈した可能性がある。
1945年（昭和20年）4月14日、姫島灯台沖で触雷して損傷。同年5月11日にも、宇部岬沖7海里（約13km）で触雷して損傷した。同年8月10日、アメリカ海軍第38機動部隊による大湊空襲で損傷するも、いずれも沈没を免れた。
1945年8月、終戦直前の樺太の戦いでは樺太からの避難民輸送に出動したほか、停戦命令を受けて稚内港から横須賀鎮守府へ回航途中、8月22日に三船殉難事件で撃沈された貨物船「泰東丸」（東亜海運、873総トン）の生存者を救助した。なお、三船殉難事件を起こしたと思われるソ連潜水艦「L-19」は8月23日頃に宗谷海峡方面で触雷沈没したと推定され、1945年6月末に「高栄丸」等が敷設した機雷による可能性がある。
「高栄丸」は同型船・略同型船13隻のうちで唯一太平洋戦争を生き延びた。終戦に伴い、GHQの日本商船管理局（en:Shipping Control Authority for the Japanese Merchant Marine, SCAJAP）によりSCAJAP-K125の管理番号を与えられた。終戦後に「高栄丸」は復員輸送艦として利用された後、商業航路に復帰した。1950年（昭和25年）6月24日-11月24日には、戦後初の遠洋商業航海として神戸港とアルゼンチンのブエノスアイレスを往復。その際、ブエノスアイレスではフアン・ペロン大統領主催の歓迎晩餐会が開かれ、永井隆の要望していたカトリック浦上教会のルハンの聖母像を受領して長崎港まで輸送した。1953年（昭和28年）6月13日には、千葉県及び川崎製鉄の強い要請により、築港間もない千葉港に大型船第1号として入港して地元市民による盛大な歓迎を受け、火入れ直前の川崎製鉄千葉製鉄所用に鉄鉱石5,500トンを搬入した。「高栄丸」は大同海運に長く在籍したが、1957年（昭和32年）1月30日に福洋汽船へ売却され1962年（昭和37年）5月4日に解体された。

## 艦長
- 鈴木幸三 大佐：1941年8月15日[31] - 1943年1月17日
- 渡邊彛治 大佐：1943年1月17日[32] - 1944年6月28日
- 高橋棐 大佐：1944年6月28日[33] - 1945年3月29日
- 中垣義幸 中佐/大佐：1945年3月29日[34] - 1945年9月26日
- 佐藤重吉 大佐/第二復員官/第二復員事務官/復員事務官：1945年9月26日[35] - 船長 1945年12月1日 - 1946年8月15日